# Zoerle-Parwijs
Zoerle-Parwijs est un village de la province d'Anvers, en Belgique. Depuis 1977 il fait partie de la commune de Westerlo (Région flamande). C'était une commune à part entière avant la fusion des communes de 1971.

## Démographie

### Évolution démographique
- Sources : INS, Rem. : 1831 jusqu'en 1970 = recensements, 1976 = nombre d'habitants au 31 décembre[2].

## Personnalité
- Jacques-Nicolas Lemmens (1823-1881), compositeur et organiste belge est né à Zoerle-Parwijs.